# Drahtfederkontakt
Der Drahtfederkontakt ist ein Bauteil in der Elektrotechnik nach dem Prinzip Stecker/Buchse. 
Es ist eine Erfindung von Otto Dunkel (1891–1971). Zunächst als federnder Kontaktstift, wurde am 12. November 1938 das Patent erteilt. Heute mehr verbreitet ist die sogenannte Drahtfederbuchse.

## Funktionsweise
Prinzip: Im Inneren einer metallischen, massiven Buchse sind viele federnde, tonnenförmig gewölbte Drähte angeordnet. Diese sind so befestigt, dass sie sich parallel zur Längsachse unabhängig voneinander ausstrecken können, wenn das Gegenstück des Bauteiles, der Stift, eingesteckt wird.
Durch die Anordnung wird im eingesteckten Zustand ein annähernd gleicher Druck über die gesamte kontaktgebende Federlänge zum Gegenelement, dem Stift, erreicht. In einer Buchse für den Stiftdurchmesser von 1,02 mm sind etwa 15 unabhängig voneinander federnde Drähte vorhanden. Mit größerem Durchmesser der Bauteile erhält man auch eine größere Anzahl federnder Drähte. Es ergeben sich viele Berührungspunkte und so eine große Berührungsfläche zur Stromübertragung.